# أفيفا، حبي
أفيفا، حبي هو فيلم من نوع دراما أُصدر في 2006. الفيلم من إخراج وسيناريو Shemi Zarhin ‏.

## طاقم التمثيل
- Albert Iluz  [لغات أخرى]‏
- درور كيرن  [لغات أخرى]‏
- ساسون جاباي
- ريفكا البحر  [لغات أخرى]‏
- جوناثان بار جيورا
- ميري مسيكه
- Dana Ivgy [الإنجليزية]‏
- عاصي ليفي
- ديكل عادين  [لغات أخرى]‏
- Jonathan Cherchi  [لغات أخرى]‏
- ليفانا فنكلستين
- تسيون باروخ  [لغات أخرى]‏
- جاك كوهين
- Rotem Abuhav  [لغات أخرى]‏
- ايتاي ترجمان  [لغات أخرى]‏
- رؤوفين ديان  [لغات أخرى]‏
- ناتي رابيتس  [لغات أخرى]‏

## الإنتاج
موسيقى الفيلم التصويرية كانت من تأليف جوناثان بار جيورا.

## وصلات خارجية
- أفيفا، حبي على موقع IMDb (الإنجليزية)
- أفيفا، حبي على موقع روتن توميتوز (الإنجليزية)
- أفيفا، حبي على موقع أول موفي (الإنجليزية)
- أفيفا، حبي على موقع فيلمافينيتي (الإسبانية)
- أفيفا، حبي على موقع قاعدة بيانات الفيلم (الإنجليزية)
- أفيفا، حبي على موقع ليتربوكسد (الإنجليزية)
- أفيفا، حبي على موقع كينوبويسك (الروسية)